# Кубок Німеччини з футболу 1941
Кубок Німеччини з футболу 1941 — 7-й розіграш кубкового футбольного турніру в Німеччині.
У фінальному етапі брали участь 64 команди (у зв'язку з анексією частини Франції, Австрії, Чехословаччини та Польщі Третім Рейхом участь брали австрійські, французькі, чеські та польські клуби). Переможцем кубка Німеччини вдруге поспіль став Дрезднер.

## 1/32 фіналу
| Команда 1                     | Рахунок | Команда 2                   |
| ----------------------------- | ------- | --------------------------- |
| 8 липня 1941                  |         |                             |
| Рапід (Відень)                | 4:3     | Відень                      |
| 10 липня 1941                 |         |                             |
| Аустрія (Відень)              | 6:2     | Ваккер (Відень)             |
| 12 липня 1941                 |         |                             |
| Гольштайн (Кіль)              | 2:1     | Гамбург                     |
| Вальдгоф                      | 2:1     | Зандгофен-03 (Мангайм)      |
| Ян-1889 (Регенсбург)          | 2:6     | Мюнхен 1860                 |
| Швабен-1847 (Аугсбург)        | 0:7     | Нюрнберг                    |
| Прусія-Самланд (Кенігсберг)   | 3:8     | Кенігсбергер                |
| Кенігсберг                    | +:-     | МСВ вон дер Гольц (Тильзит) |
| Пройссен (Данциг)             | 2:4     | Вікторія (Штолп)            |
| Губертус (Кольберг)           | 2:3     | Камп-Козлін                 |
| Штеттін                       | 0:6     | Боруссія (Берлін)           |
| Герта (Берлін)                | 1:2     | Бляу-Вайс 1890 (Берлін)     |
| Форвортс-Разеншпорт (Глайвіц) | 7:2     | Кракау                      |
| Бреслауер-02                  | 3:2     | Германія-01 (Кенігсгютте)   |
| Дрезден-01                    | 0:2     | ПСВ Хемніц                  |
| Нордгаузен                    | 2:4     | СВ Єна                      |
| Аймсбюттелер (Гамбург)        | 1:2     | Вердер                      |
| Айнтрахт (Брауншвейг)         | 1:3     | Ганновер 96                 |
| Лінден-07 (Ганновер)          | 6:5 дч  | Вільгельмсбург-09 (Гамбург) |
| Рот-Вайс (Ессен)              | 1:2 дч  | Шальке 04                   |
| Бергбау Вестенде (Дуйсбург)   | 0:0 дч  | Елен (Ессен)                |
| Дуйсбург-48/99                | 0:1     | Шварц-Вайс (Ессен)          |
| Вікторія-1911 (Кельн)         | 1:0*    | Фортуна (Дюссельдорф)       |
| Рейхсбан Рот-Вайс (Франкфурт) | 1:1**   | Кельн-1899                  |
| Кургесен (Кассель)            | 0:4     | Касселер БК Спорт           |
| Боруссія (Фульда)             | 9:6     | Кікерс (Оффенбах)           |
| Райнфельден                   | 0:2     | Мюлуз-1893                  |
| Мец                           | 4:0     | Неккарау (Мангайм)          |
| Штутгартер Кікерс             | 17:0    | Кнілінген-05 (Карлсруе)     |
| Фюрт                          | 7:0     | Штутгартер                  |
| Праг                          | 1:2     | Адміра (Відень)             |
| 20 липня 1941                 |         |                             |
| Адлер (Вурцен)                | 1:4     | Дрезднер                    |
| 20 липня 1941 (перегравання)  |         |                             |
| Елен (Ессен)                  | 2:4     | Бергбау Вестенде (Дуйсбург) |
| Рейхсбан Рот-Вайс (Франкфурт) | 3:0     | Кельн-1899                  |
| 27 липня 1941 (перегравання)  |         |                             |
| Вікторія-1911 (Кельн)         | 0:4     | Фортуна (Дюссельдорф)       |

* - матч був перерваний на 40-й хвилині через дощ
** - матч був перерваний на 73-й хвилині через попередження повітряного нальоту

## 1/16 фіналу
| Команда 1                     | Рахунок | Команда 2               |
| ----------------------------- | ------- | ----------------------- |
| 2 серпня 1941                 |         |                         |
| Боруссія (Берлін)             | 2:3     | Бляу-Вайс 1890 (Берлін) |
| 3 серпня 1941                 |         |                         |
| Кенігсбергер                  | 0:7     | Кенігсберг              |
| Форвортс-Разеншпорт (Глайвіц) | 6:1     | Бреслауер-02            |
| ПСВ Хемніц                    | 0:3     | Дрезднер                |
| Вікторія (Штолп)              | 0:3     | Камп-Козлін             |
| СВ Єна                        | 5:3     | Боруссія (Фульда)       |
| Вердер                        | 1:2     | Гольштайн (Кіль)        |
| Ганновер 96                   | 5:1     | Лінден-07 (Ганновер)    |
| Бергбау Вестенде (Дуйсбург)   | 1:2     | Шварц-Вайс (Ессен)      |
| Касселер БК Спорт             | 0:3     | Вальдгоф                |
| Мюлуз-1893                    | 0:4     | Штутгартер Кікерс       |
| Мюнхен-1860                   | 2:5     | Аустрія (Відень)        |
| Рапід (Відень)                | 3:5     | Адміра (Відень)         |
| 10 серпня 1941                |         |                         |
| Шальке 04                     | 4:2     | Фортуна (Дюссельдорф)   |
| Нюрнберг                      | 4:1     | Фюрт                    |
| 10 серпня 1941 (перегравання) |         |                         |
| Рейхсбан Рот-Вайс (Франкфурт) | 0:2     | Мец                     |

## 1/8 фіналу
| Команда 1          | Рахунок | Команда 2                     |
| ------------------ | ------- | ----------------------------- |
| 24 серпня 1941     |         |                               |
| Камп-Козлін        | 3:2     | Кенігсберг                    |
| Гольштайн (Кіль)   | 4:0     | Бляу-Вайс 1890 (Берлін)       |
| Аустрія (Відень)   | 8:0     | Форвортс-Разеншпорт (Глайвіц) |
| Дрезднер           | 9:2     | Ганновер 96                   |
| Вальдгоф           | 0:1     | Адміра (Відень)               |
| Штутгартер Кікерс  | 4:1     | Нюрнберг                      |
| СВ Єна             | 3:0     | Мец                           |
| 31 серпня 1941     |         |                               |
| Шварц-Вайс (Ессен) | 1:5     | Шальке 04                     |

## Чвертьфінали
| Команда 1        | Рахунок | Команда 2         |
| ---------------- | ------- | ----------------- |
| 21 вересня 1941  |         |                   |
| Гольштайн (Кіль) | 2:1     | СВ Єна            |
| Камп-Козлін      | 1:4     | Дрезднер          |
| Адміра (Відень)  | 5:0     | Штутгартер Кікерс |
| Шальке 04        | 4:1     | Аустрія (Відень)  |

## Півфінали
| Команда 1      | Рахунок | Команда 2        |
| -------------- | ------- | ---------------- |
| 12 жовтня 1941 |         |                  |
| Дрезднер       | 4:2     | Адміра (Відень)  |
| Шальке 04      | 6:0     | Гольштайн (Кіль) |

## Фінал
| 2 листопада 1941 |

| Дрезднер               | 2:1      | Шальке 04   |
| ---------------------- | -------- | ----------- |
| Куглер 8' Карстенс 88' | Протокол | Куцорра 51' |

| Олімпіаштадіон, Берлін Глядачів: 65 000 Арбітр: Гельмут Фінк |